# Moldova (Fluss)
Die Moldova (deutsch Moldau, nicht zu verwechseln mit der Moldau in Tschechien) ist ein Fluss im Nordosten Rumäniens. Sie entspringt in der Region Bukowina im Kreis Suceava und mündet in der Nähe der Ortschaft Roman im Kreis Neamț in den Sereth. Sie hat eine Länge von 237 km, ein Einzugsgebiet von 4315 km² und (kurz vor ihrer Mündung in den Sereth) eine Wasserführung von 32 m³/s.
Das frühere Fürstentum Moldau erhielt vermutlich seinen Namen von diesem Fluss. Der Name der Region Moldau, die der gleichnamige Strom durchfließt, leitet sich ebenfalls von dieser Flussbezeichnung her, wie auch der heute außerhalb Rumäniens östlich des Pruth gelegene Teil der Region, die heutige Republik Moldau, obwohl deren Staatsgebiet nicht berührt wird.
Im Gebiet des Oberlaufs der Moldau befinden sich zahlreiche rumänisch-orthodoxe Klöster, die meist als Moldauklöster bezeichnet werden. Acht dieser Klöster bzw. ihre Kirchen wurden 1993 in die UNESCO-Welterbeliste aufgenommen.